# برودووو-بانبووه
برودووو-بانبووه (به لهستانی:  Brodowo-Bąboły) یک روستا در لهستان است که در گمینا ویننگتسا واقع شده‌است.